# Apple M2
De Apple M2 is een door Apple ontwikkelde processor gebaseerd op de ARM-architectuur. Deze tweede generatie system-on-a-chip (SoC) werd geïntroduceerd op 24 juni 2022 en wordt gebruikt voor specifieke Mac-computers; de MacBook Air met M2 en de MacBook Pro 13-inch. De M2 werd sinds oktober 2022 ook geïntegreerd in de iPad Pro.
De M2 werd in januari 2023 gevolgd door de M2 Pro- en M2 Max-chips die beide op de professionele markt gericht zijn. De M2 Max is een krachtigere versie van de M2 Pro met meer GPU-cores en geheugenbandbreedte. In juni 2023 introduceerde Apple de M2 Ultra die twee M2 Max-chips in één verpakking combineert.

## Architectuur
De M2-chip is gebouwd met een 5 nm-proces en bevat acht processorkernen (Engels: cores); vier cores voor hoge prestaties (codename Avalanche) en vier cores voor energie-efficiëntie (codenaam Blizzard). Laatstgenoemde kernen gebruiken een tiende van het vermogen van de prestatiekernen.
De M2-chip bevat 20 miljard transistors, een kwart meer dan de M1-chip. Daarbij is de M2 verkrijgbaar met een 8- of 10-core GPU en blijkt de processor in tests circa 18% sneller te zijn dan de M1-chip.
| Processor | CPU cores (P+E) | GPU cores | Geheugen  | L2-cache (P+E) | Transistoren |
| --------- | --------------- | --------- | --------- | -------------- | ------------ |
| M2        | 8 (4+4)         | 8         | 8-24 GB   | 16+4 MB        | 20 miljard   |
| M2        | 8 (4+4)         | 10        | 8-24 GB   | 16+4 MB        | 20 miljard   |
| M2 Pro    | 10 (6+4)        | 16        | 16-32 GB  | 32+4 MB        | 40 miljard   |
| M2 Pro    | 12 (8+4)        | 19        | 16-32 GB  | 32+4 MB        | 40 miljard   |
| M2 Max    | 12 (8+4)        | 30        | 32-96 GB  | 32+4 MB        | 67 miljard   |
| M2 Max    | 12 (8+4)        | 38        | 32-96 GB  | 32+4 MB        | 67 miljard   |
| M2 Ultra  | 24 (16+8)       | 60        | 64-192 GB | 64+8 MB        | 134 miljard  |
| M2 Ultra  | 24 (16+8)       | 76        | 64-192 GB | 64+8 MB        | 134 miljard  |

1. 1 2  Prestatie + Energie-efficiëntie

## Kritiek
Uit onafhankelijke tests met de M2-chip bleek dat de verbeterde prestaties slechts korte tijd kunnen worden volgehouden, met name in de passief gekoelde MacBook Air.